# Président de la république du Kazakhstan
Le président de la république du Kazakhstan est le chef d’État du Kazakhstan. Depuis 2019, la fonction est exercée par Kassym-Jomart Tokaïev.

## Élection

### Mode de scrutin
Le président de la république du Kazakhstan est élu au scrutin uninominal majoritaire à deux tours pour un mandat de sept ans non renouvelable. Si aucun candidat ne recueille la majorité absolue au premier tour, un second est organisé entre les deux candidats arrivés en tête, et celui recueillant le plus de voix l'emporte.
La loi électorale amendée en 2021 réintroduit la possibilité pour les électeurs de voter « Aucun d'entre eux ». S'il est par conséquent possible pour le candidat élu au second tour de l’emporter sans réunir la majorité absolue des suffrages exprimés, son élection n'est pas pour autant invalidée, seule la majorité relative étant requise,.
Avant la réforme engagée peu avant l'élection présidentielle de 2022, le mandat présidentiel était de cinq ans, renouvelable une seule fois de manière consécutive. Il était auparavant de sept ans renouvelable une seule fois depuis l'entrée en vigueur de la constitution de 1995, avant de passer à cinq ans sans limite du nombre de mandats lors d'une révision constitutionnelle en 2007 (en).

### Incompatibilité
L'article 43(1) dispose que le président ne doit pas être député d'un organe représentatif. Il ne doit pas non plus exercer une autre fonction rémunérée et s'engager dans une activité entrepreneuriale.

### Conditions d'éligibilité
L'article 41(2) de la Constitution dispose que pour être éligible, un citoyen doit être kazakhstanais, avoir 40 ans, maîtriser la langue d’État et avoir vécu au Kazakhstan plus de 15 ans.

### Processus électoral
Les élections doivent se dérouler le premier dimanche de décembre dès lors qu'elles ne tombent pas en même temps que les élections du Parlement.

### Prestation de serment
L'article 42(1) de la Constitution dispose que le président doit prêter serment pour exercer ses fonctions :

« Je jure solennellement de servir fidèlement le peuple du Kazakhstan, de respecter strictement la Constitution et les lois de la république du Kazakhstan, de garantir les droits et libertés des citoyens, d'exercer honnêtement les hautes fonctions de président de la république du Kazakhstan qui m'ont été confiées. »

— Article 42(1) de la Constitution
La cérémonie est décrite à l'article 42(2). Elle doit se dérouler le second mercredi de janvier en présence des députés du Parlement, des membres du Conseil constitutionnel, des juges de la Cour suprême et des anciens présidents de la République. La prestation de serment est suivie de l'hymne national.
Lors de la cérémonie suivant sa première élection, il se voit remettre par le président de la Commission électorale un certificat, les insignes, le drapeau du président ainsi que la décoration de l'ordre de « Altyn Kyran ».

## Compétences

### Pouvoir réglementaire
Le président peut, sur la base de la Constitution et des lois, adopter des décrets et des résolutions contraignantes sur l'ensemble du territoire.
Les actes du Parlement signés par le président de la République, ainsi que les actes du président adoptés à l'initiative du Gouvernement doivent respectivement être au préalable signés par les présidents de chaque chambre du Parlement ou le Premier ministre, qui est juridiquement responsable de la légalité de ces actes.

### Fonctions politiques

#### Formation du gouvernement
Le président du Kazakhstan soumet un candidat au poste de Premier ministre du Kazakhstan au Parlement. Ce dernier doit l'approuver pour que le président puisse le nommer Premier ministre. De même, le président peut remercier le Premier ministre. Il peut déterminer la structure du gouvernement ainsi que créer, abolir ou réorganiser les organes exécutifs centraux qui ne font pas partie du gouvernement. Il peut désigner les membres du gouvernement. Il nomme les ministres des Affaires étrangères, de la défense, des affaires intérieures et de la justice. Il peut les démettre de leur fonction. Il préside les réunions du gouvernement sur les thèmes les plus importants et peut lui demander de présenter un projet de loi devant le Parlement. Enfin, il peut suspendre complètement ou partiellement les effets des actes du Premier ministre et du Gouvernement ainsi que ceux des akims des oblasts, villes principales et de la capitale.

#### Rapport avec le Parlement
Le président convoque les élections régulières et extraordinaires du Parlement et de ses chambres. Il décide de la date de la première rencontre, et accepte le serment des députés au peuple du Kazakhstan. Il convoque les sessions extraordinaires du Parlement. Il signe les lois du Sénat et du Parlement un mois après leur présentation, les promulgue ou les renvoie en entier, ou par article, pour qu'elles soient de nouveau discutées et votées au Parlement.
Il peut organiser des référendums.

#### Fonctions judiciaires résiduelles
Il exerce le droit de grâce. Il résout les problèmes liés à la citoyenneté et d'asile politique.

#### Nominations
Le président nomme le président de la Banque nationale, le procureur général et le président du Comité de sécurité national de la république du Kazakhstan avec le consentement du Sénat. Il peut aussi les démettre de leurs fonctions. Il nomme le président et deux membres du Comité central des élections, le président et deux membres du Comité des comptes pour le contrôle de l'exécution du budget pour un cadre quinquennal. Il nomme le secrétaire d’État de la république du Kazakhstan, dont il détermine le statut et les pouvoirs. Il forme l'administration présidentielle. Il nomme les chefs des services directement responsables devant le président.

### Politique extérieure et de sécurité

#### Affaires étrangères
Il nomme les représentants diplomatiques du Kazakhstan. Il mène les négociations des traités internationaux, les signe et les ratifie. Il reçoit les lettres d'accréditation des représentants étrangers au Kazakhstan.

#### Fonctions militaires et situations de crise
Il est le commandant en chef des forces armées, et nomme ou remplace les principaux officiers des forces armées. En vertu de l'article 45(2) de la Constitution, le président peut adopter des lois concernant les questions de guerre et de paix.
En cas de menace aux institutions démocratiques, à l'indépendance ou à l'intégrité territoriale, à la stabilité politique, à la sécurité des citoyens, ou à la vie politique de l’État, le président peut déclarer l'état d'urgence, après réunion avec le Premier ministre et les présidents des chambres du Parlement, et utiliser les forces armées. En cas d'agression extérieure ou de menace extérieure immédiate, le président peut imposer la loi martiale et déclarer la mobilisation. Il doit en informer immédiatement le Parlement.

### Fonctions cérémonielles
Le président octroie les décorations et les titres honoraires ainsi que les titres militaires et diplomatiques. Le président doit faire un discours au peuple du Kazakhstan sur l'état du pays et les principales directions prises par les politiques intérieures et étrangères.

### Autres compétences
Enfin, le président : approuve les programmes de l’État, notamment un système unifié de financement et de payement des salaires des organes financés par l’État ; forme la garde républicaine ainsi que la garde présidentielle ; et crée le Conseil de sécurité ainsi que les autres organes de conseils ainsi que l'Assemblée des peuples du Kazakhstan et le Haut Conseil judiciaire. L'article 44(1)(21) dispose qu'il peut exercer les autres pouvoirs qui lui sont conférés tant par la Constitution que par les lois de la République.

## Statut

### Statut généraux

#### Inviolabilité et sécurité du président
L'article 46 rend la personne du président inviolable. Les services et la sécurité du président et de sa famille sont assurés par l’État avec des fonds publics. L'ensemble de ces dispositions sont applicables aux anciens présidents.

#### Salaire et congé
Le président bénéficie de 45 jours de congés payés par an.

#### Résidence
Pendant son mandat, le président bénéficie d'une résidence officielle : Ak Orda. Il a par ailleurs une bibliothèque personnelle, contenant ses archives personnelles.

#### Transport
Des véhicules, avions, hélicoptères, etc. sont spécialement équipés pour son transport. Ils sont fournis par le Bureau des affaires présidentielles de la république du Kazakhstan.

### Statut du premier président
L'article 46 dispose que le statut et les pouvoirs du premier président doivent être complétés par une loi constitutionnelle : il s'agit de la loi constitutionnelle sur le premier président de la République. Celui-ci, considéré comme le fondateur du nouvel État indépendant du Kazakhstan, est qualifié par les lois constitutionnelles de 1995 et 2000 comme « chef de la Nation » (« Лидера Нации »),. Ce statut particulier est justifié par la nécessité « d'assurer la continuité des grandes orientations de la politique intérieure et étrangère du Kazakhstan [et] de nouvelles réformes socio-économiques et démocratiques dans le pays ».
Dans un premier temps, il est rappelé la disposition constitutionnelle selon laquelle, en tant que chef de la Nation, « créateur de l'État » et du fait de « sa contribution au développement du Kazakhstan en tant qu'État démocratique, laïque, social et souverain », le premier président n'est pas limité par un nombre de mandats.

#### Inviolabilité
Le premier article de cette loi dispose que toute insulte publique ou atteinte à l'honneur et à la dignité du premier président, ainsi que toute atteinte aux images du premier président, ne sont pas autorisées et feront l'objet de poursuite.
L'article 3 dispose que la personne du premier président est inviolable. Il ne peut être tenu pour responsable des actes commis pendant son mandat, même après son départ. Il ne peut être arrêté, détenu, recherché ou questionné. Cette inviolabilité s'applique aussi, dans le cadre du premier président, aux biens possédés, en privé, par le premier président, à son bureau, transport, à ses communications, correspondantes, et autres. De même, le président ne peut faire l'objet de restriction, notamment liée à la propriété. Le secret bancaire et l'intégrité de ses comptes ainsi que ceux de sa famille sont garantis.
Par ailleurs, le président bénéficie d'une protection à vie de sa résidence, permanente ou temporaire. Les membres de sa famille sont aussi concernés.

#### Services garantis après la fin du mandat
Le président se voit transférer la propriété d'un appartement d’État et de la datcha d’État après son mandat, avec les services nécessaires. De même, à la fin de ses fonctions, il pourra bénéficier à vie d'une voiture personnelle avec chauffeur. Par ailleurs, lui et les membres de sa famille pourront utiliser des véhicules officiels.
De même, la bibliothèque et ses archives deviennent la propriété du premier président après son mandat.
Il pourra bénéficier de soins médicaux gratuits à vie.

#### Pensions
Le premier président se voit accorder, lorsque son mandat prendra fin, une pension correspondant à 80 % du salaire perçu par le président en fonction. Par conséquent, son salaire évoluera avec le salaire du président en fonction.
Les membres de sa famille bénéficient à vie d'une pension équivalant à 10 fois la pension minimale de vieillesse en vigueur.

#### Cérémonies
L'article 2 crée la récompense pour service méritoire pour les citoyens de l'État et les activités sociales et le « prix annuel pour la paix et le progrès du premier président de la république du Kazakhstan - chef de la Nation ». Cette dernière récompense est donnée par le président aux personnes participant au développement de la démocratie, au progrès social, et au renforcement de la paix et de l'amitié entre les peuples.

## Succession
Le président peut être relevé de ses fonctions par le Parlement s'il ne peut exercer ses fonctions pour cause de maladie,.
Le président est aussi responsable des actions commises pendant l'exercice de ses fonctions et peut être démis de ses fonctions par le Parlement en cas de haute trahison. Cette décision doit être adoptée par la majorité des députés du Majilis à l'initiative de plus d'un tiers de ses membres. L'organisation de l'enquête revient au Sénat et, à la moitié de ses membres, une décision est prise pour les soumettre en session commune des chambres du Parlement. La décision finale doit être adoptée à la majorité des trois quarts des membres des chambres réunies du Parlement.
En cas de départ prématuré du président, les fonctions sont assurées par le président du Sénat jusqu'à la fin de son mandat. Si le président du Sénat ne peut l'assurer jusqu'à son terme, les fonctions sont exercées par le président du Majilis. Si ce dernier ne peut exercer cette fonction à son tour, l'intérim est assuré par le Premier ministre. Ces derniers ne peuvent modifier la Constitution pendant qu'ils terminent leur mandat.

## Titulaires

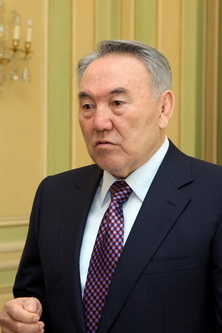
Noursoultan Nazarbaïev (1990-2019)
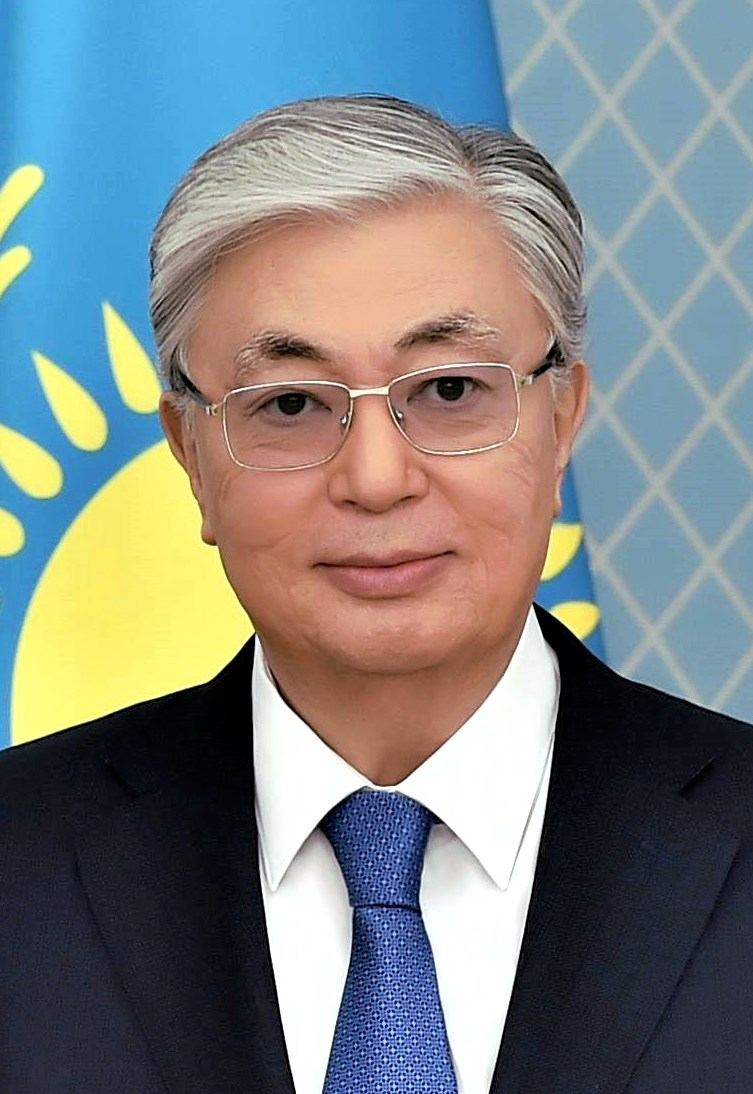
Kassym-Jomart Tokaïev (depuis 2019)

## Sources

## Compléments